# Fresnedoso
Fresnedoso ist ein Ort und eine westspanische Gemeinde (municipio) mit 98 Einwohnern (Stand: 2024) in der Provinz Salamanca in der Autonomen Region Kastilien-León.
Zur Gemeinde gehören neben dem Ort Fresnedoso noch die Ortschaft El Ventorro de Fresnedoso. Der Verwaltungssitz befindet sich in Fresnedoso.

## Lage
Fresnedoso liegt etwa 70 Kilometer südlich von Salamanca und etwa 200 Kilometer westlich von Madrid in einer Höhe von ca. 1020 m. Am Südostrand der Gemeinde führt die Autovía A-66 entlang.
Das Klima im Winter ist kühl, im Sommer dagegen durchaus warm; die Niederschlagsmengen fallen – mit Ausnahme der nahezu regenlosen Sommermonate – verteilt übers ganze Jahr.

## Bevölkerungsentwicklung
| Jahr      | 1970 | 1981 | 1991 | 2001 | 2011 | 2021 |
| Einwohner | 262  | 217  | 158  | 123  | 113  | 101  |

Der deutliche Bevölkerungsrückgang seit den 1950er Jahren ist im Wesentlichen auf die Mechanisierung der Landwirtschaft sowie auf die Aufgabe von bäuerlichen Kleinbetrieben und den damit einhergehenden Verlust an Arbeitsplätzen zurückzuführen (Landflucht).

## Sehenswürdigkeiten
- Antoniuskirche (Iglesia de San Antonio Abad) mit freistehendem Glockenturm

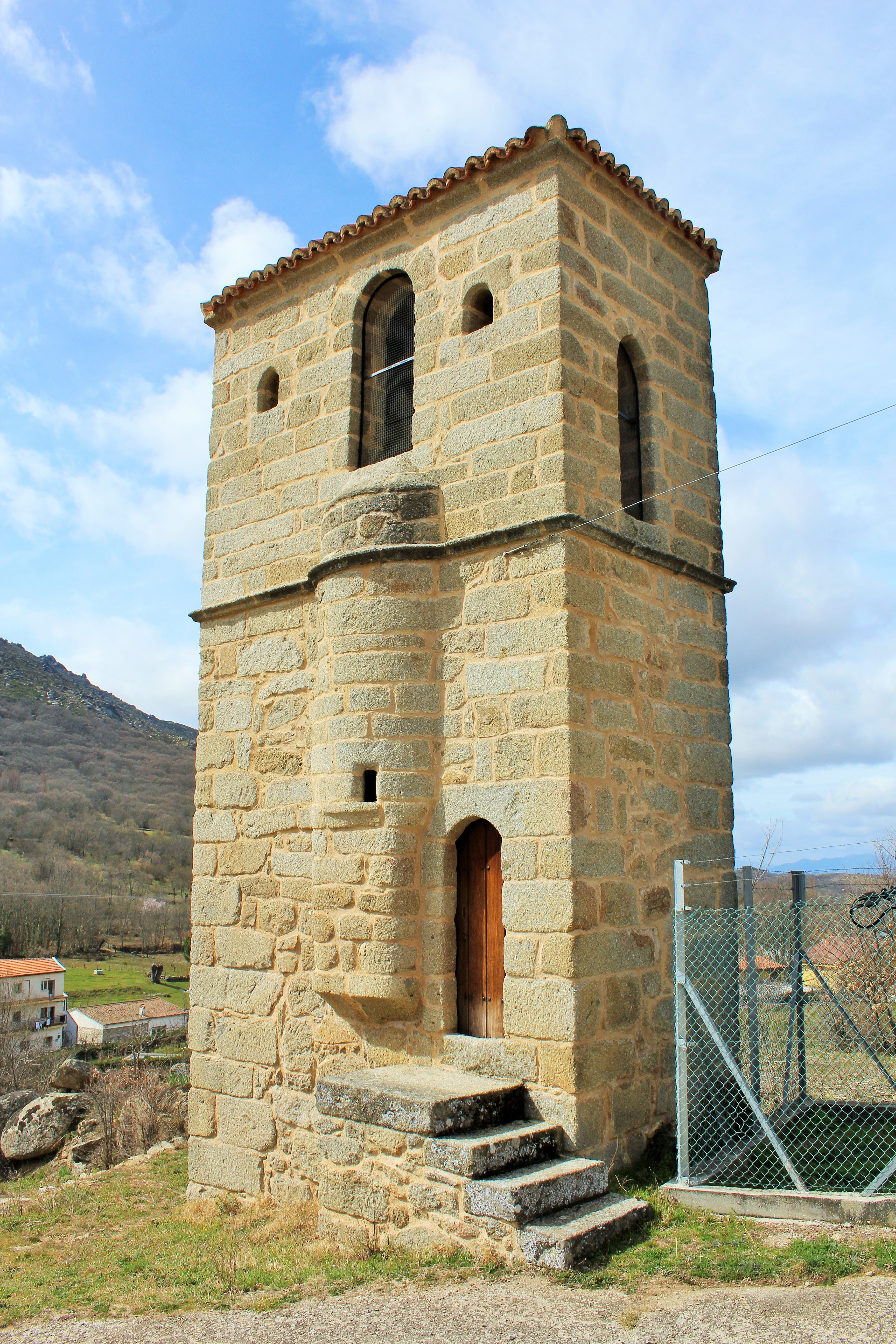
Glockenturm der Antoniuskirche
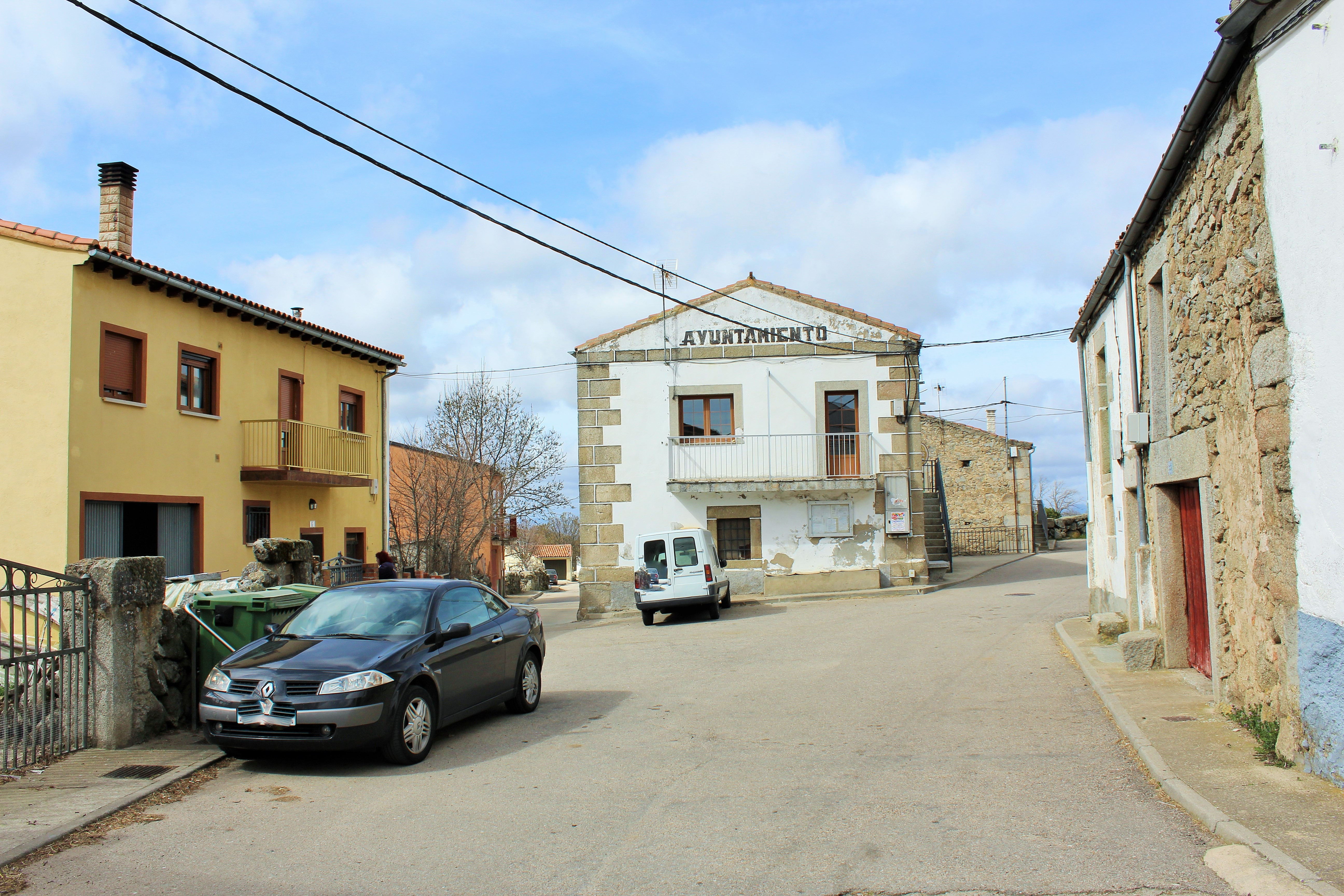
Rathaus